# خولیو خارامیو
خولیو آلفردو خارامیو لوریدو (۱ اکتبر ۱۹۳۵–۹ فوریه ۱۹۷۸) یک خواننده برجستهٔ اهل اکوادور بود که در سرتاسر آمریکای لاتین به اجرای برنامه پرداخت و به دلیل اجرای بولرو، والس، پاسیلو، تانگو و رانچرا به یک ستاره بین‌المللی تبدیل شد و به شهرت زیادی دست یافت. او با نام «بلبل قاره آمریکا» (به اسپانیایی: El Ruiseñor de América) نیز شناخته می‌شود.
او بیش از ۲۲۰۰ آهنگ در طول زندگی حرفه ای خود ضبط کرد که معروف‌ترین آن‌ها "Nuestro Juramento" ("سوگند ما") بوده و هست که در سراسر آمریکای جنوبی شناخته شده‌است. او حتی قبل از جراردو موران، ماکسیمو اسکالراس و بسیاری از استعدادهای دیگر یکی از محبوب‌ترین خوانندگان اکوادور به حساب می‌آید.
خولیو با بسیاری از هنرمندان برجسته آمریکای لاتین از جمله خواننده پورتوریکویی، دانیل سانتوس، ضبط شده‌است. اولیمپو کاردناس، خواننده اکوادوری، و آلچی آکوستا خواننده کلمبیایی آثار مشترک اجرا و ضبط کرده‌است.

## زندگی
خولیو در اول اکتبر سال ۱۹۳۵ در یک خانواده کارگری در شهر بندری شلوغ گوایاکیل متولد شد.
او خیلی زود عاشق موسیقی شد و در جوانی نواختن گیتار را آموخت. پس از ترک تحصیل، روزگارش را با کفاشی تأمین می‌کرد، اما آرزو داشت خواننده شود و گاهی در خیابان‌های شهر برای رهگذران ترانه‌هایی اجرا می‌کرد. خولیو در سفر به کلمبیا به امید اینکه در معرض دید قرار بگیرد، یک بار در یک برنامه زندهٔ رادیویی شرکت کرد و توانست شنوندگان را با آواز خود تحت تأثیر قرار دهد. در بازگشت به خانه در اکوادور، او "Nuestro Juramanto" ("سوگند ما") را ضبط کرد، آهنگی دربارهٔ عشق بی‌پایان که برای او تحسین بین‌المللی به ارمغان آورد و تا به امروز یکی از محبوب‌ترین‌ها در بین هزاران آهنگ ضبط شده او باقی مانده‌است.
خارامیو زندگی رنگارنگی داشت، به دور دنیا سفر کرد، عاشق زنان زیادی شد و در سال ۱۹۶۶ در فیلم تب جوانان (به اسپانیایی: Fiebre de Juventud) ظاهر شد. او به عنوان یکی از تحسین‌شده‌ترین خوانندگان آمریکای لاتین، به نوعی سفیر غیررسمی اکوادور در فرهنگ پاپ شد.

## افتخارات
از سال ۱۹۹۳، زادروز او اول اکتبر به عنوان Día del Pasillo Ecuatoriano (روز کریدور اکوادور) جشن گرفته می‌شود، یک جشن ملی برای گرامیداشت فرم موسیقی که خارامیو به محبوبیت آن در سراسر جهان کمک کرد.
میراث این خواننده در موزه شهری موسیقی عامه‌پسند خولیو خارامیو (به اسپانیایی: Museo Municipal de la Música Popular Julio Jaramillo) زنده بگاه داشته می‌شود و در تمام طول سال در زادگاهش از بازدیدکنندگان استقبال می‌کند.
در ۱ اکتبر ۲۰۱۹، گوگل تولد ۸۴ سالگی او را با تغییر گوگل دودل جشن گرفت.